# Lekkoatletyka na Letniej Uniwersjadzie 1977
Lekkoatletyka na Letniej Uniwersjadzie 1977 – zawody lekkoatletyczne rozegrane na stadionie narodowym w Sofii podczas trwania 9. Letniej Uniwersjady.

## Rezultaty

### Mężczyźni
| Konkurencja:                  | Złoto                                                                              | Wynik     | Srebro                                                                      | Wynik     | Brąz                                                                           | Wynik     |
| Bieg na 100 m                 | Silvio Leonard                                                                     | 10,08     | Petyr Petrow                                                                | 10,19     | Osvaldo Lara                                                                   | 10,31     |
| Bieg na 200 m                 | Clancy Edwards                                                                     | 20,46     | Silvio Leonard                                                              | 20,64     | William Snoddy                                                                 | 21,17     |
| Bieg na 400 m                 | Fons Brydenbach                                                                    | 45,18     | Willie Smith                                                                | 45,34     | Ryszard Podlas                                                                 | 45,36     |
| Bieg na 800 m                 | Alberto Juantorena                                                                 | 1:43,44   | Milovan Savić                                                               | 1:45,6    | José Marajo                                                                    | 1:45,89   |
| Bieg na 1500 m                | Jozef Plachý                                                                       | 3:40,2    | Mike Kearns                                                                 | 3:40,9    | Abderrahmane Morceli                                                           | 3:41,0    |
| Bieg na 5000 m                | Enn Sellik                                                                         | 13:44,6   | Jerzy Kowol                                                                 | 13:45,1   | Leonid Mosiejew                                                                | 13:45,6   |
| Bieg na 10 000 m              | Leonid Mosiejew                                                                    | 29:12,0   | Franco Fava                                                                 | 29:12,7   | Ilie Floroiu                                                                   | 29:13,4   |
| Bieg na 110 m przez płotki    | Alejandro Casañas                                                                  | 13,21     | Jan Pusty                                                                   | 13,53     | Wiaczesław Kulebiakin                                                          | 13,55     |
| Bieg na 400 m przez płotki    | Tom Andrews                                                                        | 49,52     | Klaus Schönberger                                                           | 49,55     | Rolf Ziegler                                                                   | 49,72     |
| Bieg na 3000 m z przeszkodami | Michael Karst                                                                      | 8:25,9    | Paul Copu                                                                   | 8:28,8    | Ron Addison                                                                    | 8:29,4    |
| Sztafeta 4 × 100 m            | ZSRR · Nikołaj Kolesnikow · Aleksandr Aksinin · Juris Silovs · Wołodymyr Ihnatenko | 38,75     | Włochy · Stefano Curini · Stefano Rasori · Luciano Caravani · Pietro Farina | 39,15     | Stany Zjednoczone · William Snoddy · Mike Kee · Clancy Edwards · Harvey Glance | 39,17     |
| Sztafeta 4 × 400 m            | Stany Zjednoczone · Evis Jennings · Willie Smith · Tim Dale · Tom Andrews          | 3:01,2    | Polska · Cezary Łapiński · Henryk Galant · Jerzy Pietrzyk · Ryszard Podlas  | 3:01,52   | RFN · Lothar Krieg · Eberhard Schneider · Ulrich Zunker · Rolf Ziegler         | 3:06,3    |
| Skok wzwyż                    | Jacek Wszoła                                                                       | 2,22      | Paul Poaniewa                                                               | 2,19      | Aleksandr Grigorjew                                                            | 2,19      |
| Skok o tyczce                 | Władysław Kozakiewicz                                                              | 5,55      | Tadeusz Ślusarski                                                           | 5,50      | Władimir Trofimienko                                                           | 5,50      |
| Skok w dal                    | Nenad Stekić                                                                       | 7,97      | Grzegorz Cybulski                                                           | 7,95      | David Giralt                                                                   | 7,92      |
| Trójskok                      | Anatolij Piskulin                                                                  | 17,30     | Ron Livers                                                                  | 16,96     | Willie Banks                                                                   | 16,94     |
| Pchnięcie kulą                | Wyłczo Stoew                                                                       | 19,55     | Nikołaj Christow                                                            | 19,44     | Wolfgang Warnemünde                                                            | 18,94     |
| Rzut dyskiem                  | Nikołaj Wichor                                                                     | 64,14     | Władimir Rajew                                                              | 62,42     | Wolfgang Warnemünde                                                            | 61,98     |
| Rzut młotem                   | Emanuił Djułgerow                                                                  | 73,50     | Jurij Siedych                                                               | 72,42     | Aleksandr Kozłow                                                               | 72,40     |
| Rzut oszczepem                | Wasilij Jerszow                                                                    | 81,60     | Dave Ottley                                                                 | 81,14     | Walentin Dżonew                                                                | 79,76     |
| Dziesięciobój                 | Sepp Zeilbauer                                                                     | 8097 pkt. | Walerij Kaczanow                                                            | 7958 pkt. | Rumen Petrow                                                                   | 7949 pkt. |

### Kobiety
| Konkurencja:               | Złoto                                                                              | Rezultat | Srebro                                                                           | Rezultat | Brąz                                                                         | Rezultat |
| Bieg na 100 m              | Ludmiła Storożkowa                                                                 | 11,21    | Andrea Lynch                                                                     | 11,22    | Silvia Chivás                                                                | 11,23    |
| Bieg na 200 m              | Silvia Chivás                                                                      | 23,08w   | Marina Sidorowa                                                                  | 23,09w   | Andrea Lynch                                                                 | 23,23w   |
| Bieg na 400 m              | Rosalyn Bryant                                                                     | 52,10    | Natalja Sokołowa                                                                 | 52,15    | Beatriz Castillo                                                             | 52,95    |
| Bieg na 800 m              | Totka Petrowa                                                                      | 1:57,6   | Tatjana Kazankina                                                                | 1:58,6   | Swetła Kolewa                                                                | 1:58,9   |
| Bieg na 1500 m             | Totka Petrowa                                                                      | 4:05,7   | Natalia Mărășescu                                                                | 4:05,8   | Maricica Puică                                                               | 4:06,4   |
| Bieg na 100 m przez płotki | Grażyna Rabsztyn                                                                   | 12,86    | Tatjana Anisimowa                                                                | 13,03    | Natalja Lebiediewa                                                           | 13,05    |
| Sztafeta 4 × 100 m         | ZSRR · Ludmiła Masłakowa · Wiera Anisimowa · Marina Sidorowa · Tetiana Proroczenko | 43,16    | Bułgaria · Sofka Popowa · Atanaska Georgiewa · Iwanka Wyłkowa · Lubina Dymitrowa | 44,30    | Polska · Bogusława Kaniecka · Helena Fliśnik · Ewa Kasprzyk · Ewa Długołęcka | 44,79    |
| Skok wzwyż                 | Sara Simeoni                                                                       | 1,92     | Debbie Brill                                                                     | 1,90     | Tatiana Bojko                                                                | 1,86     |
| Skok w dal                 | Jacqueline Curtet                                                                  | 6,38     | Jarmila Nygrýnová                                                                | 6,35     | Jodi Anderson                                                                | 6,35     |
| Pchnięcie kulą             | Elena Stojanowa                                                                    | 19,98    | Nina Isajewa                                                                     | 19,56    | Helma Knorscheidt                                                            | 19,29    |
| Rzut dyskiem               | Maria Wergowa                                                                      | 66,34    | Swietłana Mielnikowa                                                             | 61,78    | Radostina Bachczewanowa                                                      | 61,08    |
| Rzut oszczepem             | Nadzieja Jakubowicz                                                                | 61,42    | Iwanka Wanczewa                                                                  | 61,12    | Aranka Vágási                                                                | 61,12    |
| Pięciobój                  | Walentina Dimitrowa                                                                | 4630 pkt | Jane Frederick                                                                   | 4625 pkt | Jekatierina Smirnowa                                                         | 4521 pkt |